# مايك أوكورن
مايك أوكورن (بالإنجليزية: Mike O'Koren)‏ مواليد 7 فبراير 1958 في جيرسي سيتي، هو مدرب كرة سلة أمريكي ولاعب سابق. بدأ مسيرته الاحترافية في سنة 1980. تم اختياره من قبل فريق بروكلين نتس خلال الدرافت. يبلغ طوله 6 قدم 7 بوصة (2.0 م). حقق المركز الأول في دورة الألعاب الأمريكية 1979. اعتزل اللعب في 1988. أحرز خلال مسيرته في الإن بي إيه 3355 نقطة بمعدل 8.2 نقاط في المباراة الواحدة.

## المسيرة الاحترافية
لعب مع بروكلين نتس من سنة 1980 إلى 1986، ثم لعب مع واشنطن ويزاردز في موسم 1986–1987، ثم لعب مع بروكلين نتس في موسم 1987–1988.

## الميداليات
| الميدالية | المسابقة                    |
| --------- | --------------------------- |
| ذهبية     | دورة الألعاب الأمريكية 1979 |

## روابط خارجية
- مايك أوكورن على موقع إن بي أي (الإنجليزية)
- مايك أوكورن على موقع سبورتس رفرنس (الإنجليزية)
- مايك أوكورن على موقع كلية كرة السلة في سبورتس رفرنس.كوم (الإنجليزية)
- مايك أوكورن على موقع ريلجم (الإنجليزية)
- مايك أوكورن على موقع بروبوليرز (الإنجليزية)
- مايك أوكورن على موقع سبورتس رفرنس (الإنجليزية)